# Zygophylax elegans
Zygophylax elegans är en nässeldjursart som först beskrevs av Fewkes 1881.  Zygophylax elegans ingår i släktet Zygophylax och familjen Lafoeidae. Inga underarter finns listade i Catalogue of Life.